# Comté de Cottle
Le comté de Cottle (anglais : Cottle County) est un comté situé dans le nord de l'État du Texas aux États-Unis. Il est nommé en l'honneur de George Washington Cottle, un soldat de la révolution texane. Le siège du comté est Paducah. Selon le recensement de 2020, sa population est de 1 380 habitants. 
Le comté a une superficie de 2 335 km2, dont 2 334 km2 en surfaces terrestres.

## Démographie
Lors du recensement de 2010, le comté comptait une population de 1 505 habitants. En 2017, la population est estimée à 1 387 habitants.

Pyramide des âges du comté de Cottle (2000).